# Ауров Валентин Валентинович
Валентин Валентинович Ауров (Valentyn Aurov) (5 грудня 1942 - 14 грудня 2001) - український діяч науки та освіти.
Більшу частину свого життя В. Ауров присвятив роботі в Одеському державному екологічному університеті, ОДЕКУ (колишня назва: Одеський Гідрометеорологічний Інститут). ОДЕКУ - єдиний гідрометеорологічний інститут України, що випускає кадри для гідрометслужби всієї країни. В колишньому СРСР було лише два гідрометеорологічних ВНЗ - в Одесі та Санкт-Петербурзі. Тільки в цих двох ВНЗ проходили підготовку все гідрометеорологи та синоптики колишнього Радянського Союзу. Це зробило унікальними ці ВНЗ.
Кар'єру В. Ауров розпочав на посаді старшого викладача. Пізніше студентами був обраний деканом гідрометеорологічного факультету. Завдяки своєму таланту, надзвичайному розуму і енергійності став засновником і першим деканом двох нових факультетів університету.
У 1996 році Ауровим був створений Екологічний Факультет, який надалі дав нову назву всьому ВНЗ. У 1998 році - організований Факультет Комп'ютерних Наук та Менеджменту. Внесок цього наукового діяча в розвиток університету складно переоцінити. В. Ауров мав гострий розум і по-справжньому одеське відчуття гумору. Завдяки цим якостям, мав широке коло друзів. Все своє творче наукове життя присвятив роботі зі студентами, викладанню та організації роботи ВНЗ.
Автор підручника (за критеріями Міністерства Освіти України) з теорії вимірювань: "Методи вимірювання параметрів навколишнього середовища", вид-во "Освіта", Київ, 2000 р. За даним підручником проводиться навчання з відповідної дисципліни в Україні. Метрологія - рідкісна спеціальність, навчальної літератури небагато, тому кожне видання дуже цінується.
Підручник, написаний В. Ауровим, використовується для сучасного навчання студентів. Факультети, засновані ним, щорічно випускають сотні фахівців. Істотним є внесок цього вченого в розвиток сучасної України.
14 грудня 2001 року Валентин Валентинович Ауров пішов з життя, похований на Західному цвинтарі міста Одеси. У музеї Одеського Екологічного Університету встановлено меморіальну дошку на його честь.